# Effetto Einstein-de Haas

Schema del dispositivo sperimentale per la misura dell'effetto Einstein-de Haas

L'effetto Einstein-De Haas consiste nella rotazione meccanica di un corpo ferromagnetico sottoposto a magnetizzazione. 

## Descrizione
Il fenomeno fu osservato nel 1915 da Albert Einstein e W. J. De Haas, genero di Hendrik Antoon Lorentz, mediante il seguente esperimento: una barretta di ferro è appesa ad un sottile filo di torsione ed è libera di ruotare attorno al proprio asse e nello stesso tempo è immersa in un solenoide; quando il solenoide non viene percorso da corrente, quindi non vi è alcun campo magnetico, i momenti di dipolo atomici della barretta e quindi anche i momenti angolari atomici della stessa risultano orientati in maniera random (casuale), con assenza di magnetizzazione della barretta; se invece il solenoide viene percorso da corrente, al suo interno si genera un campo magnetico in cui viene a trovarsi immersa la barretta; in questo caso i momenti di dipolo atomici della barretta, e quindi anche i momenti angolari ad essi associati, vengono repentinamente allineati nella direzione del campo magnetico. 
Premesso che il momento angolare debba conservarsi, la barretta inizierà a ruotare in un verso tale per cui il suo momento angolare risulti uguale ed opposto alla risultante dei momenti angolari dei suoi atomi allineati con il campo magnetico. Tale fenomeno dimostra che il ferromagnetismo è dovuto in larga misura al momento angolare intrinseco di spin dell'elettrone, piuttosto che al suo momento angolare orbitale. Infatti misurando la variazione del momento angolare della barretta magnetizzata e la variazione del suo momento magnetico si rileva che il rapporto tra le due quantità è quello caratteristico dello spin.
L'effetto dimostrato da questo esperimento rappresenta l'opposto dell'Effetto Barnett.